# Tučepi
Tučepi este o comună în cantonul Split-Dalmația, Croația, având o populație de 1.931 de locuitori (2011).

## Demografie
Componența etnică a comunei Tučepi
     Croați (96,06%)
     Albanezi (1,4%)
     Necunoscut (0,26%)
     Neclasificat (1,81%)
Componența confesională a comunei Tučepi
     Catolici (86,95%)
     Fără religie și atei (8,39%)
     Necunoscută (2,49%)
     Alte religii (2,18%)
Conform recensământului din 2011, comuna Tučepi avea 1.931 de locuitori. Din punct de vedere etnic, majoritatea locuitorilor (96,06%) erau croați, cu o minoritate de albanezi (1,4%). Apartenența etnică nu este cunoscută în cazul a 0,26% din locuitori. Din punct de vedere confesional, majoritatea locuitorilor (86,95%) erau catolici, cu o minoritate de persoane fără religie și atei (8,39%). Pentru 2,49% din locuitori nu este cunoscută apartenența confesională.